# Phymorhynchus castaneus
Phymorhynchus castaneus é uma espécie de gastrópode do gênero Phymorhynchus, pertencente a família Raphitomidae.